# 圧縮空気泡消火システム
圧縮空気泡消火システム（あっしゅくくうきあわしょうかシステム、Compressed Air Foam Systems）は、圧縮空気を含んだ泡を放射する消火装置のことである。略称は「CAFS」（キャフス）。
放水による消火に比べ、泡が定着するため消火力が高く、また泡を使用するため水よりも軽量のため、消火活動による水損被害を抑えることができる。
CAFSは、主に圧縮空気を発生させるコンプレッサや薬剤を供給・積載するポンプ・タンク、水と薬剤と圧縮空気を混ぜ合わせる混合ユニットなどで構成されている。
最新の消火システムとして、様々なメーカーがCAFS装備を開発しており、高松市消防局綾川分署や三木消防署などの消防機関で導入が進められている。近年はCAFSを搭載した消防車両の配備が進んでいる。
東京消防庁では消防活動二輪隊（クイックアタッカー）や消防救助機動部隊（ハイパーレスキュー）などにインパルス消火システムを配備していたが現在はポータブルCAFS「武蔵」に切り替えている。消防活動二輪車（赤バイ）が全国各地の消防本部に設置され、インパルス消火システムを搭載していたが、東京消防庁と同様にポータブルCAFSに切り替えていく本部も増えている。
本来消火用のシステムであるが、近年警察庁が「アドバンストファイヤーファイティングテクノロジー社」によって開発された、個人携行型のCAFSを導入した。この装備の外見は「インパルス消火システム」に類似したもので、警察庁では「立てこもり犯、テロ対策用」に導入し、都道府県警察の特殊部隊（SAT）に配備されている。ただCAFSはインパルスとは若干異なり、圧縮空気と消火薬剤等を使用し、付着性の高いドライフォームを発生させるため一旦対象者に付着した泡はなかなか除去できないため、犯人（テロリスト）の動きを一時不能にし制圧には適していると推測される。